# بومبينو
'عمر أغ مختار' بومبينو (بالأمازيغية ⴱⵓⵎⴱⵉⵏⵓ) فنان ومغني لموسيقى العالم من النيجر يغني باللهجة الطارقية. اشتهر بومبينو عالميا وجال العالم، كما تم انجاز فيلم عنه يحمل اسم "أغاديس، الموسيقى والتمرد"

## حياته
ولد عمر أغ مختار عام 1980 في النيجر. اضطر إلى الهرب إلى جنوب الجزائر مع والده وجدّته عند اندلاع ثورة الطوارق عام 1990. تعلم بومبينو العزف على القيتارة للوحده حتى أتقنها.

## موسيقى
أصدر بومبينو عدة ألبومات موسيقية أولها سنة 1996. من أبرز ألبوماته:
- أغاديس، 2011
- نوماد، 2013
- أزيل، 2016

## روابط خارجية
- بومبينو على موقع ميوزك برينز (الإنجليزية)
- بومبينو على موقع رولينغ ستون (الإنجليزية)
- بومبينو على موقع أول ميوزيك (الإنجليزية)
- بومبينو على موقع ديسكوغز (الإنجليزية)